# Marco van Hoogdalem
Marco van Hoogdalem (ur. 23 maja 1972 w Gorinchem) – holenderski piłkarz, występował na pozycji bocznego obrońcy.

## Kariera
Van Hoogdalem karierę piłkarską rozpoczynał w barwach Gorinchem SVW. Następnie grał w RKC Waalwijk, Rodzie Kerkrade skąd w styczniu 1997 trafił do FC Schalke 04. W styczniu 2004 został wypożyczony do Rody, gdzie grał przez pół roku. Później wrócił do Schalke, w którym w 2006 roku zakończył karierę.
| Rozgrywki  | Kraj     | Poziom | Mecze | Bramki |
| ---------- | -------- | ------ | ----- | ------ |
| Eredivisie | Holandia | I      | 208   | 16     |
| Bundesliga | Niemcy   | I      | 151   | 10     |